# Offertoire de Bonis
L'Offertoire, op. 183, est une œuvre de la compositrice Mel Bonis.

## Composition
Mel Bonis compose son Offertoire pour grand orgue. Il existe deux manuscrits qui ne sont pas datés, dont un porte la mention « ne me plaît guère ». L'œuvre est publiée à titre posthume chez les éditions Armiane en 2011.

## Analyse
Il est possible que l'abbé Joseph Joubert a possiblement laissé des indications de registrations sur le manuscrit. L'œuvre, de par son titre, se réfère explicitement à la destination paraliturgique de la messe catholique romaine. On trouve, dans cette pièce pour orgue, l'usage du carillon, élément typique de l'écriture organistique depuis l'époque baroque.

## Sources
- Étienne Jardin, Mel Bonis (1858-1937) : parcours d'une compositrice de la Belle Époque, 2020 (ISBN 978-2-330-13313-9 et 2-330-13313-8, OCLC 1153996478, lire en ligne)